# Международные страховые организации
Международные страховые организации — разновидность международных финансовых организаций, созданных на основе межправительственных и иных соглашений для решения различных вопросов развития мирового рынка страхования, координации деятельности страховщиков в разных странах мира . Участниками подобных международных организаций являются как государственные организации различных стран, так и негосударственные национальные организации профессионалов страхования.
Ниже представлен перечень известных международных страховых организаций с указанием целей их создания и некоторых других сведений, касающихся их деятельности.

## Международная ассоциация страховых надзоров - МАСН (англ.International Association of Insurance Supervisors, IAIS)
Создана в 1994 году, штаб-квартира в Базеле, Швейцария

### Цели
- Сотрудничество для внедрения улучшений в процедуры надзора в страховой отрасли как на национальном, так и на международном уровне для поддержания эффективного, справедливого, надежного и стабильного страхового рынка к выгоде и для защиты страхователей.
- Способствование развитию хорошо регулируемых страховых рынков.
- Внесение вклада в глобальную финансовую стабильность.

## Международная ассоциация по страхованию кредитов и поручительству (англ.The International Credit Insurance & Surety Association, ICISA)
Международная ассоциация кредитного страхования основана в 1946 году. Штаб-квартира находится в Цюрихе. Членами организации являются около двадцати страховщиков из 15 стран.

### Цели
- Содействие применению единообразного страхового покрытия по страхованию экспортных кредитов
- Изучение и сравнение практики проведения страхования экспортных кредитов в различных странах
- Обучение внутренних экспортёров различных стран практике использования страхования экспортных кредитов

МАСК проводит большую работу по обмену опытом и информацией, установлению связей между компаниями, занимающимися страхованием краткосрочных экспортных кредитов.

## Ассоциации обществ взаимного страхования и страховых кооперативов Европы (англ. Association of Mutual Insurers and Insurance Cooperatives in Europe)
Образована в 2007 году путём слияния Международная ассоциация обществ взаимного страхования (International Association of Mutual Insurance Companies) и Ассоциации Европейских Кооперативных и Взаимных Страховщиков (Association of European Cooperative and Mutual Insurers).

### Международная ассоциация обществ взаимного страхования - МАОВС
Международная ассоциация обществ взаимного страхования была основана в 1963 году. Штаб-квартира находилась в Амстердаме, генеральный секретариат распололагался в Париже. Ассоциация объединяла более 200 обществ взаимного страхования (ОВС) 26 стран. 

### Цели
- Координация деятельности, обмен опытом и информацией между обществами взаимного страхования различных стран

МАОВС представляла интересы своих членов в международных организациях ЕС, ЮНКТАД, развивала сотрудничество с национальными федерациями обществ взаимного страхования отдельных стран. Высший орган МАОВС - общее собрание членов ассоциации (собирался один раз в 2 года), которое избирало Комитет МАОВС - высший руководящий орган ассоциации (по 2 представителя от каждой страны-участницы). Комитет МАОВС избирает персональный состав Правления МАОВС, которое руководит деятельностью ассоциации в перерывах между заседаниями Комитета.
МАОВС издавала специализированные периодические издания, охватывающие широкий круг проблем методологии и практической стороны деятельности обществ взаимного страхования.

## Международная ассоциация страховых и перестраховочных посредников - BIPAR
Организация представляет собой объединение страховых агентов, страховых брокеров и иных посредников, связанных со страховым бизнесом. Основана в 1937 году. Штаб-квартира располагается в Париже. Организация представляет интересы 225 страховых агентов и брокеров, а также их региональных организаций.

### Цели
- Содействие международным контактам и обмену информацией между посредниками страхового рынка
- Проведение научных исследовани по вопросам аквизиции, маркетинга в страховании

Организация тесно взаимодействует с правительственными кругами ряда стран. Высший орган - ежегодно собирающаяся генеральная ассамблея, периодически проводятся международные конгрессы организации.

## Международная ассоциация изучения экономики страхования (англ.International Association for the Study of Insurance Economics)
Международная ассоциация изучения экономики страхования (International Association for the Study of Insurance Economics, также Женевская ассоциация - The Geneva Association) представляет собой объединение научной общественности, занимающейся исследованиями в области теории и практики страхового дела. Одним из центральных вопросов исследования является анализ риска и страхования.
В совет директоров ассоциации входят руководители 16 крупнейших страховых компаний мира. Организация основана в 1973 году. Штаб-квартира располагается в Цюрихе.

### Цели
- Содействие прогрессу в научных исследованиях в области страхования, а также смежных областях научных знаний
- Распространение научных знаний о страховании
- Содействие росту общественного престижа профессии страховщика
- Организация и курирование специальных научных программ, имеющих отношение к страховому делу

Женевская ассоциация регулярно проводит научно-практические конференции, семинары, симпозиумы по страховой проблематике. Располагает обширной библиотекой по страхованию. Издаёт ряд периодических изданий. Присуждает почётные призы и награды авторам научных публикаций и исследований по страховой проблематике.

## Международная организация актуариев (англ.International Actuarial Association, IAA)
Организация основана в 1895 году в связи с проведением первого Международного конгресса актуариев в Бельгии. Штаб-квартира располагается в Оттаве

### Цели
- Осуществление международного сотрудничества и координации деятельности национальных ассоциаций актуариев ряда стран, в том числе на подготовительном этапе проведения международных конгрессов актуариев.
- Содействие научным исследованиям в области страховой математики

Организация издаёт материалы по конгрессов, научную литературу по актуарным вопросам. Членами организации могут быть отдельные специалитсы-актуарии, разделяющие цели и задачи организации, а также её устав.

## Международное страховое общество - МСО
Представляет собой организацию страховщиков и центров обучения по проблемам страхования. Организация основана в 1965 году в США при содействии штатов Огайо и Техас. 

### Цели
- Содействие в осуществлении образовательных и научных программ по вопросам страхования как части системы экономической безопасности.
- Осуществление обмена страховой информацией между членами МСО

Организация объединяет представителей из 82 стран, состоит из приблизительно 1200 членов. Присуждает премии и дипломы за лучшие научные разработки. Проводит семинары и симпозиумы. Занимается издательской деятельностью.

## Международный союз морского страхования (англ.International Union of Marine Insurance, IUMI)
Штаб-квартира организации располагается в Цюрихе. Членами союза являются представители более чем 45 стран.

### Цели
- Проведение ежегодных конференций по вопросам морского страхования и развития морского страхования на международном рынке
- Организация обмена информацией между членами
- Осуществление мер по предотвращению убытков при морском страховании
- Содействие введению единообразного страхового обеспечения по договорам страхования в большинстве стран мира

## Международный союз страховщиков технических рисков (англ. The International Association of Engineering Insurers, IMIA)
Союз основан в 1968 году в Мюнхене. Объединяет ряд ведущих страховых компаний. Издаёт специализированную периодику. Средства союза формируются за счёт членских взносов. Руководящие органы: постоянный Комитет, секретариат.

### Цели
- Обмен информацией и опытом между страховыми компаниями, проводящими страхование технических рисков: машин от поломок, послепусковых гарантийных обязательств, страхование строительно-монтажных рисков

## Международное общество анализа риска (англ.The Society for Risk Analysis, SRA)
Представляет собой организацию в сфере применения методологии анализа рисков для целей оптимизации решений в различных областях научной и практической деятельности. Основана в 1981 году в США. Объединяет более 2500 членов.
Структурным подразделением организации является Исполнительный Комитет Европейского общества анализа риска (около 200 членов).

### Цели
- Идентификация различных видов опасностей, их анализ и выявление путей и методов принятия таких решений, которые бы обеспечили безопасное проживание и устойчивое развитие общества
- Разработка решений вопросов анализа риска здоровью человека
- Разработка иерархической модели для оценки риска экологических катастроф

Интегральные оценки, данные статистического распределения и анализа риска, содержащиеся в докладах организации, используются в практике страховой работы.

## Международная федерация кооперативного страхования - МФКС
Представляет собой объединение кооперативных страховых организаций. Объединяет кооперативные страховые организации 37 стран.

### Цели
- Содействие международному сотрудничеству в вопросах страхования и перестрахования между участниками МФКС, а также в обмене информацией, специалистами.
- Организация стажировок специалистов
- Организационно-техническое и финансовое содействие в формировании инфраструктуры кооперативного страхования в развивающихся странах.

МФКС тесно взаимодействует с Международным кооперативным альянсом. Проводит технические семинары и другие формы обучения персонала кооперативных страховых организаций. Издаёт ряд периодических изданий.

## Европейский страховой комитет
Объединяет 33 национальные ассоциации представителей страхового бизнеса Европы.

### Цели
Координация деятельности в области страхования и престрахования.

## Бернский союз
Международный союз страховщиков кредитов и инвестиций.
Объединяет около 50 страховых организаций, занимающихся страхованием экспортных кредитов.